# Uranothauma albicans
Uranothauma albicans är en fjärilsart som beskrevs av Talbot 1935. Uranothauma albicans ingår i släktet Uranothauma och familjen juvelvingar. Inga underarter finns listade i Catalogue of Life.